# 1095 Tulipa
1095 Tulipa eller 1926 GS är en asteroid i huvudbältet, som upptäcktes 14 april 1926 av den tyske astronomen Karl Wilhelm Reinmuth i Heidelberg. Den har fått sitt namn efter det vetenskapliga namnet på växtsläktet Tulpan.
Asteroiden har en diameter på ungefär 40 kilometer och den tillhör asteroidgruppen Eos.